# Teorema do confronto
Em cálculo, o Teorema do Enquadramento, também conhecido como o teorema do confronto, teorema da sanduíche, a regra da sanduíche, é um teorema relativo ao limite de uma função. 
O teorema do confronto é utilizado em cálculo e análise matemática. É tipicamente utilizado para confirmar o limite de uma função através da comparação com duas outras funções cujos limites são conhecidos ou facilmente computados. Foi inicialmente utilizado geometricamente pelos matemáticos Arquimedes e Eudoxo num esforço para calcular π, e foi formulado em termos modernos por Carl Friedrich Gauss.
Em muitas línguas (por exemplo, francês, alemão, italiano, húngaro e russo), o teorema do aperto é também conhecido como o teorema dos dois polícias (e um bêbado), ou alguma variação do mesmo. Nessa história dois polícias estão escoltando um bêbado, não importa o quanto ele cambaleie entre eles, ou que caminho tomam, se forem capazes de o manter entre eles, e os dois polícias estiverem para a mesma cela, o bêbado também irá para essa mesma cela.

## Teorema das funções enquadradas (Teorema do confronto para funções)
Seja {\displaystyle D\subseteq \mathbb {R} } e seja {\displaystyle a} um ponto deste domínio. Sejam {\displaystyle f(x)}, {\displaystyle g(x)} e {\displaystyle h(x)} funções reais definidas no domínio {\displaystyle D-\left\{a\right\}} tais que:
- {\displaystyle \lim _{x\to a}f(x)=\lim _{x\to a}h(x)=L}
- {\displaystyle f(x)\leq g(x)\leq h(x)}

Então, resulta destas condições que:
- {\displaystyle \lim _{x\to a}g(x)=L}

## Teorema das sucessões enquadradas (Teorema do confronto aplicado asucessões/sequências)
Sejam {\displaystyle a_{n}}, {\displaystyle b_{n}} e {\displaystyle c_{n}} sucessões de números reais tais que:
- {\displaystyle \lim _{n\to \infty }a_{n}=\lim _{n\to \infty }c_{n}=L}
- {\displaystyle a_{n}\leq b_{n}\leq c_{n}}

Então, resulta destas condições que:
- {\displaystyle \lim _{n\to \infty }b_{n}=L}

Para {\displaystyle L} finito, a sucessão diz-se convergente (para {\displaystyle L}).

## Exemplo (comx∈R{\displaystyle x\in \mathbb {R} })

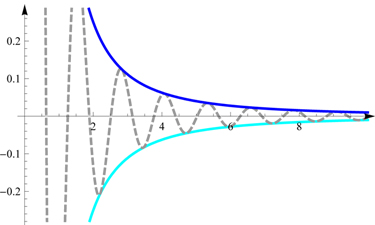
Gráfico alusivo ao teorema do confronto.

Considere o gráfico à direita, no qual estão representadas as funções: {\displaystyle f(x)={\frac {1}{x^{2}}}} (azul escuro), {\displaystyle g(x)={\frac {\sin x}{x^{2}}}} (cinzento tracejado) e {\displaystyle h(x)=-{\frac {1}{x^{2}}}} (azul ciano).
Repare que a função {\displaystyle g(x)} está "enquadrada" (i.e., limitada inferior e superiormente) pelas outras duas funções:
- {\displaystyle h(x)\leq g(x)\leq f(x)} {\displaystyle \Leftrightarrow -{\frac {1}{x^{2}}}\leq {\frac {\sin x}{x^{2}}}\leq {\frac {1}{x^{2}}}}

e que
- {\displaystyle \lim _{x\to +\infty }{\frac {1}{x^{2}}}=\lim _{x\to +\infty }-{\frac {1}{x^{2}}}=0},

Conclui-se que o comportamento de {\displaystyle g(x)} à medida que {\displaystyle x\to +\infty } traduz-se analiticamente por:
{\displaystyle \lim _{x\to +\infty }{\frac {\sin x}{x^{2}}}=0}
O resultado é análogo para as sucessões correspondentes às funções dadas, visto que a única diferença será o domínio da variável {\displaystyle x} (nesse caso, {\displaystyle x\in \mathbb {N} }).